# Civalelli
Civalelli (Zivalellis), zadarska plemićka obitelj koja se spominje u izvorima od 13. stoljeća. Članovi obitelji obnašali su visoke upravne službe diljem Dalmacije (Zadar, Nin, Šibenik, Skradin), a obnašali su i časničke činove u mletačkoj vojsci.
Posljednji muški odvjetak bio je skradinski biskup Grgur (1699. – 1713.).